# For You Blue
«For You Blue» — песня группы the Beatles, написанная Джорджем Харрисоном. Песня была выпущена на стороне «Б» сингла «The Long and Winding Road» (в США) и одиннадцатым треком на последнем альбоме the Beatles, Let It Be.

## Запись
Примечателен тот факт, что Джон Леннон во время игры на слайд-гитаре использовал в качестве слайда патрон дробовика вместо горлышка бутылки, одного из наиболее распространённых слайдов. Харрисон делает несколько разговорных комментариев во время исполнения песни, в том числе: «Bob… bob-cat-bob», «Go, Johnny, go», «There go the twelve-bar blues», и «Elmore James got nothin' on this baby», имея в виду легендарного слайд-гитариста. Некоторые считают, что песня имеет сходство с песней Элмора Джеймса «Madison Blues».

## Название песни
Рабочее название песни было «George’s Blues (Because You’re Sweet and Lovely)», когда она была записана 6 января 1969. Он переименовал её где-то между 10 марта и 28 мая, когда она была внесена как «For You Blue» на финальный микс для неизданного альбома Get Back. Леннона можно услышать на сессионной ленте, читающим это название из списка песен, над которыми работали the Beatles, и диалог предполагает, что это была ошибка в письменной форме и название на самом деле означало «For You Blues». Когда Фил Спектор перемиксовал песни для включения в альбом Let It Be, он добавил вступление Леннона, «Queen says no to pot-smoking FBI members». Этот комментарий был отредактирован в диалог, записанный в Twickenham Studios в начале января 1969 года, задолго до того, как была записана «For You Blue».

## В записи участвовали
- Джордж Харрисон — вокал, акустическая гитара
- Пол Маккартни — фортепиано, бас-гитара
- Джон Леннон — слайд-гитара
- Ринго Старр — ударные

## Живые исполнения
- Эта песня была частью сета на протяжении «Harrison’s Dark Horse Tour» по Северной Америке в 1974 году[стиль].
- 29 ноября 2002 года Пол Маккартни спел эту песню на Концерте для Джорджа, мемориальный концерт для Харрисона состоялся на первую годовщины его смерти[стиль].